# Zdravko Chavdarov
Zdravko Chavdarov (n. 24 de enero de 1981) es un futbolista búlgaro, actual portero del CSKA de Sofía.

## Carrera
Zdravko inició su carrera profesional en el Maritsa. En el 2004 fue contratado por el Rodopa en una transferencia libre por 4 años. Luego del ascenso del Sliven 2000 a la máxima división búlgara, se unió al mismo como primer arquero por toda la temporada 2008 - 2009, sin embargo, el 24 de junio de 2009 firmó para el CSKA Sofia junto con sus compañeros de equipo Ivan Stoyanov, Kostadin Stoyanov y Kosta Yanev.

## Clubes
| Club            | País     | Año       |
| --------------- | -------- | --------- |
| Maritsa Plovdiv | Bulgaria | 2003-2004 |
| Rodopa Smolyan  | Bulgaria | 2004-2008 |
| OFC Silven      | Bulgaria | 2008-2009 |
| CSKA Sofia      | Bulgaria | 2010 -    |